# José Naya
José Naya (Montevidéu, 25 de julho de 1896 — Montevidéu, 29 de abril de 1977) foi um futebolista uruguaio. Era um ponteiro direito que integrou o lendário time uruguaio que conquistou a  medalha  de  ouro no  torneio  de  futebol  nos   Jogos Olímpicos de 1924, disputados em Paris. Jogou contra os Estados Unidos e contra os anfitriões: os franceses. Naya jogou pelo Liverpool Fútbol Club. 